# Team Coop-Repsol
Il Team Coop-Repsol, già Sparebanken Vest e Øster Hus, è una squadra maschile norvegese di ciclismo su strada con licenza di UCI Continental Team. Basato a Sandnes e attivo a livello UCI dal 2004, dal 2005 detiene licenza Continental e dal 2015 ha come primo sponsor Coop Norge. Nelle stagioni di attività ha vinto numerose gare di classe 1.2 e 2.2 del calendario UCI Europe Tour, oltre a due titoli nazionali Elite in linea.

## Cronistoria

### Annuario
| Anno | Codice | Nome                    | Cat.  | Biciclette | Dirigenza |
| ---- | ------ | ----------------------- | ----- | ---------- | --- |
| 2004 | SPA    | Team Sparebanken Vest   | GSIII | -          | |
| 2005 | SPA    | Team Sparebanken Vest   | CT    | -          | |
| 2006 | SPA    | Team Sparebanken Vest   | CT    | -          | |
| 2007 | SPA    | Team Sparebanken Vest   | CT    | -          | |
| 2008 | SPA    | Team Sparebanken Vest   | CT    | -          | |
| 2009 | SPV    | Sparebanken Vest-Ridley | CT    | Ridley     | |
| 2010 | SPV    | Sparebanken Vest-Ridley | CT    | Ridley     | |
| 2011 | SPV    | Sparebanken Vest-Ridley | CT    | Ridley     | |
| 2012 | OHR    | Team Øster Hus-Ridley   | CT    | Ridley     | |
| 2013 | OHR    | Team Øster Hus-Ridley   | CT    | Ridley     | |
| 2014 | OHR    | Team Øster Hus-Ridley   | CT    | Ridley     | |
| 2015 | COH    | Team Coop-Øster Hus     | CT    | Ridley     | Manager: Jan Erik Fjotland Dir. sportivi: Arne Aareskjold, Gilbert De Weerdt, Morten Hegreberg, Roy Hegreberg, Torjus Larsen, Marcel Omloop, Christer Rake |
| 2016 | COH    | Team Coop-Øster Hus     | CT    | Ridley     | Manager: Jan Erik Fjotland Dir. sportivi: Olav Benjaminsen, Gilbert De Weerdt, Morten Hegreberg, Roy Hegreberg, Marcel Omloop                              |
| 2017 | TCO    | Team Coop               | CT    | Ridley     | Manager: Jan Erik Fjotland Dir. sportivi: Olav Benjaminsen, Magnus Børresen, Gilbert De Weerdt, Roy Hegreberg                                              |
| 2018 | TCO    | Team Coop               | CT    | Ridley     | Manager: Jan Erik Fjotland Dir. sportivi: Magnus Børresen, Edward De Weerdt, Gilbert De Weerdt, Morten Hegreberg, Roy Hegreberg                            |
| 2019 | TCO    | Team Coop               | CT    | Ridley     | Manager: Jan Erik Fjotland Dir. sportivi: Magnus Børresen, Edward De Weerdt, Gilbert De Weerdt                                                             |
| 2020 | TCO    | Team Coop               | CT    | Ridley     | Manager: Jan Erik Fjotland Dir. sportivi: Magnus Børresen, Edward De Weerdt, Gilbert De Weerdt                                                             |
| 2021 | TCO    | Team Coop               | CT    | Factor     | Manager: Jan Erik Fjotland Dir. sportivi: Magnus Børresen, Edward De Weerdt, Gilbert De Weerdt                                                             |
| 2022 | TCO    | Team Coop               | CT    | Factor     | Manager: Håvard Tjørhom Dir. sportivi: Gilbert De Weerdt, Magnus Børresen, Edward De Weerdt, Mark McNally                                                  |
| 2023 | TCR    | Team Coop-Repsol        | CT    | Factor     | Manager: Jan Erik Fjotland Dir. sportivi: Sverre Vik, Gilbert De Weerdt, Mark McNally                                                                      |
| 2024 | TCR    | Team Coop-Repsol        | CT    | Factor     | Manager: Jan Erik Fjotland Dir. sportivi: Stian Remme, Gilbert De Weerdt, Per Christian Eidevik, Svein Erik Vold, Tone Hatteland Lima                      |
| 2025 | TCR    | Team Coop-Repsol        | CT    | Factor     | Manager: Jan Erik Fjotland Dir. sportivi: Stian Remme, Tjarco Cuppens, Per Christian Eidevik, Tone Hatteland Lima, Øivind Lukkedal                         |

## Organico 2025
Aggiornato al 1º gennaio 2025.

### Staff tecnico
|  | Naz.                   | Ruolo | Sportivo              |  |  |  |
|  | ---------------------- | ----- | --------------------- |  |  |  |
|  | Norvegia (bandiera)    | GM    | Jan Erik Fjotland     |  |  |  |
|  | Norvegia (bandiera)    | DS    | Stian Remme           |  |  |  |
|  | Paesi Bassi (bandiera) | DS    | Tjarco Cuppens        |  |  |  |
|  | Norvegia (bandiera)    | DS    | Per Christian Eidevik |  |  |  |
|  | Norvegia (bandiera)    | DS    | Tone Hatteland Lima   |  |  |  |
|  | Norvegia (bandiera)    | DS    | Øivind Lukkedal       |  |  |  |

### Rosa
|  | Naz.                |  | Sportivo                | Anno |  |  |
|  | ------------------- |  | ----------------------- | ---- |  |  |
|  | Norvegia (bandiera) |  | Eirik Vang Aas          | 2002 |  |  |
|  | Norvegia (bandiera) |  | Karsten Larsen Feldmann | 2003 |  |  |
|  | Norvegia (bandiera) |  | Eivind Fougner          | 2003 |  |  |
|  | Norvegia (bandiera) |  | Storm Ingebrigtsen      | 2005 |  |  |
|  | Norvegia (bandiera) |  | Kalle Kvam              | 2003 |  |  |
|  | Norvegia (bandiera) |  | Johan Ravnøy            | 2003 |  |  |
|  | Norvegia (bandiera) |  | Halvor Utengen Sandstad | 2005 |  |  |
|  | Norvegia (bandiera) |  | Magnus Sørbø            | 2002 |  |  |
|  | Norvegia (bandiera) |  | Anton Stensby           | 2001 |  |  |
|  | Norvegia (bandiera) |  | Magnus Wæhre            | 2002 |  |  |